# Alice Săvulescu
Alice Săvulescu (Oltenița, 29 de octubre de 1905 - Bucarest, 1 de febrero de 1970) fue una botánica rumana, miembro titular (1963) de la Academia Rumana.

## Algunas publicaciones
- alice Savulescu, ana Alice, ana Hulea, e. Bucur. 1960. Protectia plantelor in sprijinul zonarii productiei agricole in R. P. R. Ed. Ed. Academiei Republicii Populare Romine. 414 pp.

## Eponimia
- (Poaceae) Festuca × savulescui Prodan[1]
- (Rosaceae) Potentilla × savulescui Prodan[2]